# Gare de Reno (Nevada)
La gare de Reno (Nevada) est une gare ferroviaire des États-Unis située à Reno dans l'État du Nevada. Elle est desservie par les trains de la société Amtrak.

## Histoire
La gare a été construite en 1926.

## Service des voyageurs

### Desserte
Elle est desservie par une liaison longue-distance Amtrak :
- le California Zephyr : Emeryville - Chicago